# Det kommer dagar
Det kommer dagar är en sång skriven av Uno Svenningsson och Arne Johansson, inspelad av Carola Häggkvist från 1994 och finns på albumet Personligt som utkom samma år.  Låten släpptes som första singel i Sverige och placerade sig som bäst på 29:e plats. På B-sidan fanns sången Flickan från i går. 

## Listplaceringar
| Lista (1994) | Topplacering |
| ------------ | ------------ |
| Sverige      | 29           |

### Fotnoter
1. ↑  ”Svensk mediedatabas”. http://smdb.kb.se/catalog/id/001506679. Läst 1 juni 2011.
2. ↑  ”Svensk mediedatabas”. http://smdb.kb.se/catalog/id/001506483. Läst 1 juni 2011.
3. ↑  Swedishcharts - Det kommer dagar på den svenska singellistan